# Pic Marcos Feliu
El Pic Marcos Feliu és una muntanya de 3.057 m d'altitud, amb una prominència de 22 m, que es troba al massís de Bachimala, entre Aragó i França.